# 斯托尼角战役
斯托尼角战役（英语：Battle of Stony Point）是美国独立战争期间的1779年7月15日夜晚至16日凌晨美国大陆军与英国军队在纽约州的斯托尼角发生的战役。

## 历史背景
自1778年美法结盟以及大陆军扭转了颓势之后，英军改变了战略方针，将军事力量集中在纽约，缩小了战线。同时计划将大陆军引诱到对英军有利的哈德逊河沿岸地区，以期和大陆军进行决战。

## 战前准备

### 英军部署
斯托尼角这片陆地向外突出，插入哈德逊河。这座面积为90英亩的半岛海拔约150英尺，三面是岩层裸露的悬崖峭壁，只有一面有一片沼泽地阻隔，这片沼泽也具备着战壕的作用。
一个半月前的1779年5月30日，6000多名英军离开了其位于杨克斯的驻地，向哈德逊河上游前进。他们占领了斯托尼角，具有绝佳的优势。当时，峭壁上还有大陆军所建砖房的残垣断壁，这是大陆军在英军占领之前，匆忙撤离时放火烧了建筑物，把建筑物烧为平地。
河对面也立着一座英军堡垒，人称“弗普朗克角”。英军即刻开始在斯托尼角和弗普朗克角构建防御工事，两处均提供了得天独厚的防守位置。英军把此地命名为“美洲的直布罗陀”。双堡守卫着横渡金斯渡口，是连接新英格兰与南方各殖民地的咽喉要地。距离西点约13英里，直逼大陆军的哈德逊防线要塞。双堡像一把尖刀，瞄准了大陆军的西点防线，又像一张大网，引诱华盛顿军队南下，英军期待以此对大陆军进行海陆两栖攻击。
为了开辟战场，英军砍倒了附近的大树，又用树干修筑其两道鹿砦。在这座堡垒中，英军修筑了两道防御工事，上面的一道被英军成为“山间台地”，下面的一道就在沼泽附近。英国技术专家们为此修建了“V”形工事，以法语的“Flèches”命名，意为“箭头”。在“箭头”上方，英军布置了军队和加农炮，只要大陆军对堡垒发起进攻，他们就能实施纵向打击。英军集中了强大火力在斯托尼角。他们在防御工事后面架设了15门大炮。
守卫斯托尼角的是第17步兵团的8个连队以及第71步兵团的两个掷弹兵连。第71步兵团以弗雷泽的高地军著称，于1775年在斯特林、格拉斯哥和因弗内斯组建的兵团，成员大都是联合在北美打仗的苏格兰各大家族人士。军团的几名军官就是氏族首领，自长岛战役后，苏格兰军团参加的都是最激烈的战斗。北美保皇派也派出一支分遣队协助英军防守，其中一员就是曾在马里兰第4团服役后叛逃的约翰·威廉斯。还有一些和威廉斯一样倒戈的北美人也在斯托尼角驻守。

### 大陆军对策
乔治·华盛顿也意识到这两座堡垒带来的潜在威胁，并为发动突袭部署情报搜集工作。他任命安东尼·韦恩组建轻步兵团并任其指挥官。华盛顿写道：敌军在弗普朗克角架设堡垒的重要性已经昭然若揭。我们应该尽量拔除隐患。特委派你速速尽全力搜集准确情报，了解驻军人数、周边河流状况、当地及邻近地区的地形地貌以及防御工事的位置和防守强度，不得延误。
与此同时，华盛顿希望从多渠道得到情报，他又写信给亨利·李少校（南北战争期间，南方军的罗伯特·李将军之父），信中写道：我现在只有请你出力，让你的亲信去搜集情报，必须渗透进斯托尼角的工事，除非找不到入口，否则你必须搜集可靠的情报，详细描述工事的结构，敌军的精确位置和驻军的兵力。如果你们成功搜集到了情报，我在此恳请你即刻把敌军工事的草图发给我，让我了解情况。
亨利·李少校为了完成这次大胆的任务，他委派了一个叫阿伦·麦克莱恩的人，麦克莱恩出生与费城的一个商人家庭，后来搬到了特拉华。他和很多爱国商人一样，将自己私人财产资助大陆军。在此之前，麦克莱恩的非正规连队从特拉华团分离出来，在李的骑兵部队里担任步兵或不骑马的龙骑兵。在独立战争的大部分期间，麦克莱恩像一匹孤狼，担任侦察兵和非正规军的长官，时常活跃与敌军后方。他似乎具有敏感的第六感官，在阿诺德叛变之前的几个月，他就嗅出了蛛丝马迹，并提醒给华盛顿。可惜华盛顿并不以为然。因此他是刺探英军情报的最佳人选。为了迷惑敌军进入堡垒，他换上了平民猎装，背上猎人常用的猎枪，举着白棋来到了堡垒正门。在敌军众目睽睽之下踏进城堡。麦克莱恩进入城堡后，骄傲自负的英军军官对他百般讥讽，嘲笑他是乡巴佬。
英国军官问：“你觉得我们的城堡怎么样？能够把华盛顿堵在外面吗？”
麦克莱恩回到：“我可什么也不懂啊。我就是个砍柴的农夫，只会摆弄我的猎枪。不过我猜那个将军，哦不好意思，那个‘先生’可能要费尽心思才能打进这样的城堡吧。相信我，我们还没有蠢到要去挑战明知不可能的事情。”
在说话的同时，麦克莱恩细心地观察到堡垒内部还没有完全搞好。他将这个信息告诉了李，李又把信息告诉了华盛顿。
情报的另一个来源是来自一个英军逃兵。他报告称斯托尼角右翼或者说南面的河滩只用一道小鹿砦隔开。海水退潮时，鹿砦露出水面，这是打开堡垒的一扇后门。
有了上述情报，华盛顿向韦恩描述了详细的突袭计划：此番进攻，我的计划是这样的：这次任务只能交给轻步兵来完成，他们趁着夜色行军，要严格保密……进攻路线应该是沿着南面的河水，穿越河滩，进入鹿砦。突袭队必须由坚定果敢的尖子士兵组成……所有队员的滑膛枪必须上好刺刀，但是枪内事先不得装有子弹。以上是我的计划，但是你可以根据实际情况做出自己的决断。
他又叮嘱韦恩务必保密，“这项任务一定要隐蔽，直到最后一刻才能通知你最信得过的军官……一旦敌军得知此消息，哪怕是于你们行动前10分钟得知此消息，整个计划也会功亏一篑。”
轻步兵团组建仅数月，韦恩作为指挥官，准备这次突袭行动也是万分谨慎。轻步兵团集结了大约1350人突袭斯托尼角，其中有不少马里兰军团的士兵。他们都是从各个军团选报出来的优秀战士。韦恩在其中挑选了两支特别的先遣部队担任此次行动的先锋队。
率队的军官是由华盛顿钦点。其中杰克·斯图尔德少校是其中一位。轻步兵团肩并肩地列好队，斯图尔德少校为先遣团物色敢死队人选，他骑着马在队伍前面来回走动，大喊：“我只要最好的士兵，愿意为国家出生入死的战士。”士兵们热切地跨步上前，表示愿意加入敢死队。
作为主攻，斯图尔德的敢死队的滑膛枪没有子弹，只有枪刺、斧头这样的冷兵器，这支敢死队从堡垒左侧发起进攻。位于右侧的另一支先遣队和20人组成的敢死队，从英军逃兵透露出的河滩鹿砦口突破。中路由哈迪·默弗里少校坐镇，只有他率领的部队的滑膛枪上了子弹。他的任务是声东击西，作为佯攻以火力吸引英军，掩护侧翼的进攻。

### 大陆军战前动员

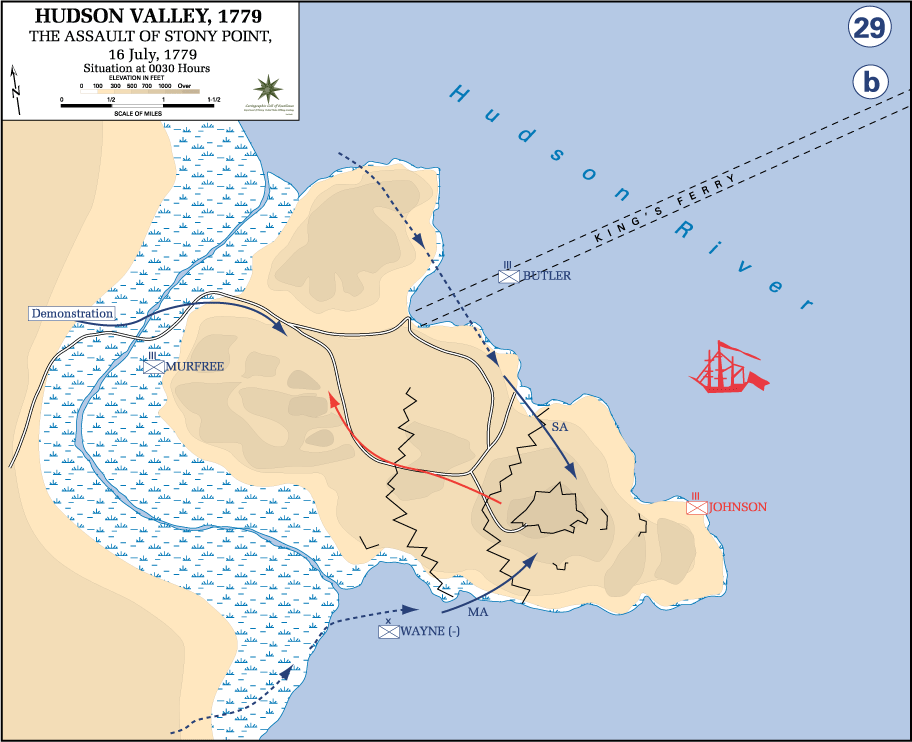
斯托尼角战役示意图

7月15日清晨步兵团集结，韦恩命令士兵们洗漱、刮脸，把全身上下整理干净后随即出发。韦恩曾经写道：我承认，我对军人应有的外表有着难以克制的偏爱，严重到我宁可赌上性命和声誉冲在队伍的最前面，穿上满意的服装，配上称手的装备，哪怕只有刺刀和一包弹药……”
到了晌午时分，韦恩的1350名突击队沿着13英里的崎岖山路开始出发。出发之前，战士们卸下了大部分装备。有人回忆道：我们只带了武器和水壶。大部分路程要穿过高山……险峻的小路，部队不得不排成一列纵队才能走完这么远的路程。我们一路上翻越高山、趟过深深的沼泽，攀上岩石……处处是困境，都需要我们来克服”。
为了使作战计划高度保密，韦恩并没有向突击队透露目的地是哪里。夜幕降临，军队稍事休息，用过晚餐。韦恩在给小舅子的信中写道：“他们叫我去吃晚饭，可是明天的早饭呢？是顺利突破敌军防线？还是去另一个世界？”部队行至到距离堡垒1英里处，士兵才被告知，他们的任务是夺取斯托尼角。为了激励士气，前五名进入堡垒的士兵可获得奖赏。第一个夺下敌军旗帜的人可获得500美元奖金、第二个可获得400美元，以此类推。除此之外，还有晋升军衔的奖励。为了奖励士兵，军官们向士兵估测了堡垒可能存放的战利品。为了在黑夜中区分敌友，突击队在帽子上系上一张小纸条。为了保密，在进攻之前突击队将附近的狗都杀死，以免狗吠惊动敌军。
部队完成集结后，轻步兵团从蒙哥马利堡出发，为了达到隐蔽目，一方面部队在行军中将沿途的民众扣留下来，防止将消息透露给英军，另一方面，部队离开主要道路，排成一列纵队行进在崎岖不平的山路上。晚上8点兵团抵达到距离英军防御工事2公里处的Springsteel农场，到了晚上10点，战斗准备一切就绪。

## 战斗经过

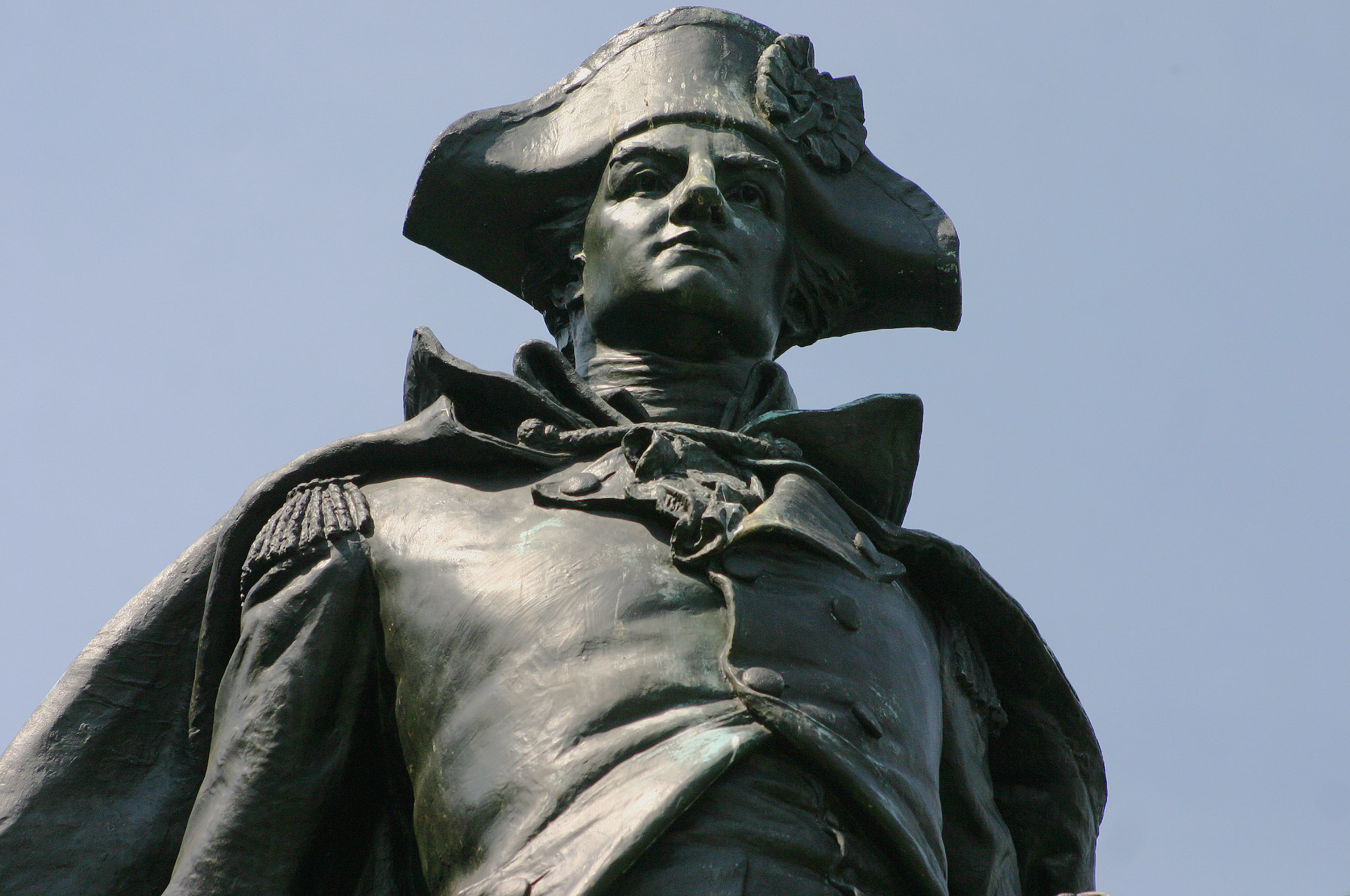
坐落在斯托尼角美国国家历史公园的安东尼·韦恩将军雕像

作为主攻方面突击先头部队的士兵们，出发前获得了朗姆酒的奖励，他们将白纸粘在帽子上以便在黑暗中相互区分敌友。晚上11点30分，他们逼近到了发起攻击的位置，这些士兵随身佩戴作为武器的斧头和镐，他们负责摧毁英军的防御系统。
那天晚上的恶劣天气帮助了大陆军。云层遮挡了月光，强风迫使锚泊在哈弗斯特罗湾（Haverstraw Bay）的英国舰船离开了斯托尼角。按照预定计划，攻击从部队穿越的沼泽侧翼开始。先头部队抵达沼泽水塘时，出乎意料地发现沼泽的水有2至4英尺（60至120公分）之深，需要30分钟才能穿过这个地带。而与此同时，佯攻部队被英军发现并与之交上了火。
率领佯攻部队的韦恩将军冒着英军发射的子弹向英军阵地发起了冲锋，在进攻中韦恩头部负伤，部下的费比格大校接替了他的指挥。与此同时，Butler军官指挥的主攻部队穿过树丛发起了攻击，两支部队几乎同时突破了英军的阵地，攻下了要塞。
率先冲上英军要塞的是弗朗索瓦·德·弗洛里中校，他是来自法国一个的贵族工程师。接着大陆军士兵陆续冲了上来。占领高地的士兵们高呼：要塞已经是我们的了！这也是事先规定好的区分敌我的暗语。战斗持续了25分钟，大约午夜一点过后，要塞已经落入大陆军手中。
大陆军中有15人阵亡，83人负伤。作为战果俘虏敌军546人，其中包括指挥官亨利·约翰逊。美国史料记载这次战役英军阵亡63人，而约翰逊中校写给亨利·克林顿的信函中报告提到的数字是，除了阵亡、负伤者和被俘者以外，还有58人失踪。人们估计可能这些失踪者大都溺死在哈德逊河中。
韦恩在拂晓写给华盛顿的邮件中说道：“要塞、敌人守军和指挥官约翰逊大校都落入我方手中。我们的士兵们为了自由而战，不惜牺牲自己的生命”。次日华盛顿策马赶到战场视察，表彰了士兵。而韦恩将军也因此受到大陆会议的嘉奖。这是在战争期间为数不多的奖励。

## 战役之后
战役结束后不久，双方交换了少数被俘的军官。但是英军400名俘虏被送往宾夕法尼亚的伊斯顿战俘营。7月17日少数战俘叛乱，大陆军出面镇压，英军战俘1名死亡，20名负伤。除此之外，总的来说韦恩属下的大陆军还是宽厚地对待英军战俘，据说英王乔治三世闻此消息后热泪盈眶。
大陆军攻占斯托尼角之后，乔治·华盛顿并无意据守斯托尼角要塞。在将缴获的大炮和军需物资运出后，大陆军于7月18日撤离了斯托尼角。英军在后来的短时期内，又一度占领了该要塞。同年10月克林顿将军因南方战线的查尔斯顿战役需要调动军队，英军也再次放弃了斯托尼角。

## 美国国家历史公园

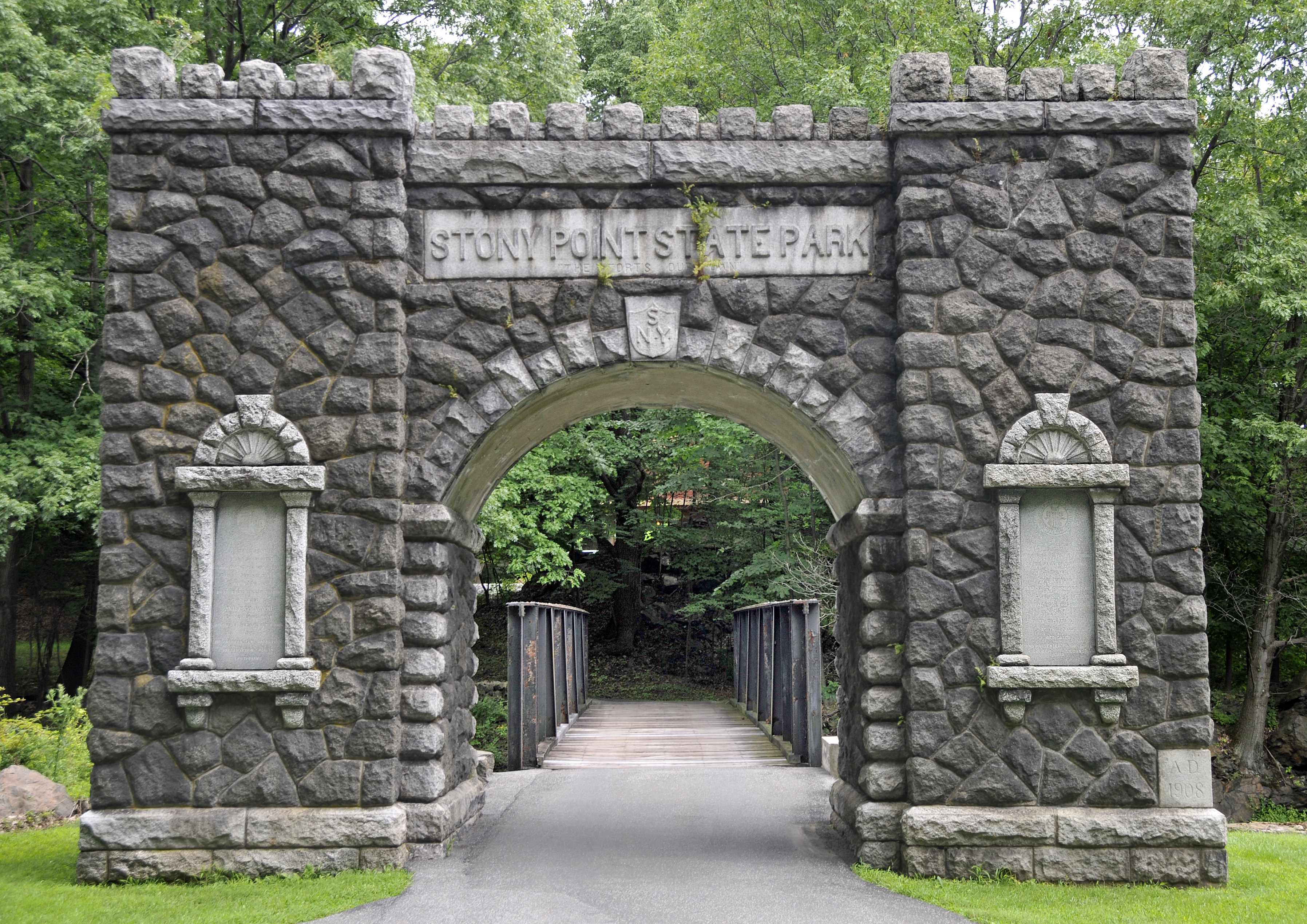
斯托尼角国家历史公园

斯托尼角战场遗址后来作为历史遗迹保留下来，该遗址于1961年被指定为国家历史地标，并于1966年被列入美国国家历史公园。每逢夏季旅游季节，公园里面有向导解说、历史战事表演等节目。现场的博物馆展示了战斗中的文物，包括榴弹炮和两枚迫击炮。英国人最初建造的许多防御工事设施保留至今。标记和纪念物是为了纪念堡垒顶上关键战役的某些景象和位置。当年英军为了开阔视野和加强火力防御，将通往山坡在上所有的树木全部清除。而如今，当年的战场又重新覆盖上了绿色植被。

## 外部資料參考
- The Battle of Stony Point （页面存档备份，存于）

## 注脚
1. 1 2  Boatner, page 1066
2. ↑  Johnston, pp. 131,135,138
3. ↑  Loprieno, Don, 2004